# 上模乡
上模乡是江西省泰和县下辖的一个乡，位于县境东南部，总面积100平方公里，人口2510户，共10500人。

## 交通
公路主要通过上模-冠朝公路连接319国道，距县城27公里、泰和火车站36公里、井冈山机场46公里。另有上模-缝岭、上模-田西公路。

## 沿革和行政区划
1950年为上模、缝岭等乡，1956年合并设立上模乡，1958年改设上模人民公社，1984年恢复为乡。现辖9个村委会，分别为：高芫村、讴里村、北溪村、老居村、灵溪村、上模村、上村、田西村、油洲村，共有94个村小组。